# Ленардсвилл (тауншип, Миннесота)
Ленардсвилл (англ. Leonardsville) — тауншип в округе Траверс, Миннесота, США. На 2000 год его население составило 150 человек.

## География
По данным Бюро переписи населения США площадь тауншипа составляет 99,8 км², из которых 99,8 км² занимает суша, водоёмов нет.

## Демография
По данным переписи населения 2000 года здесь находились 150 человек, 48 домохозяйств и 39 семей. Плотность населения —  1,5 чел./км². На территории тауншипа расположено 54 постройки со средней плотностью 0,5 построек на один квадратный километр. Расовый состав населения: 99,33 % белых и 0,67 % приходится на две или более других рас. Испанцы или латиноамериканцы любой расы составляли 1,33 % от популяции тауншипа.
Из 48 домохозяйств в 43,8 % воспитывались дети до 18 лет, в 72,9 % проживали супружеские пары и в 18,8 % домохозяйств проживали несемейные люди. 16,7 % домохозяйств состояли из одного человека, при том 6,3 % из — одиноких пожилых людей старше 65 лет. Средний размер домохозяйства — 3,13, а семьи — 3,49 человека.
34,7 % населения — младше 18 лет, 9,3 % — в возрасте от 18 до 24 лет, 22,7 % — от 25 до 44, 19,3 % — от 45 до 64, и 14,0 % — старше 65 лет. Средний возраст — 34 года. На каждые 100 женщин приходилось 108,3 мужчин. На каждые 100 женщин старше 18 приходилось 108,5 мужчин.
Средний годовой доход домохозяйства составлял 26 875 долларов, а средний годовой доход семьи —  27 500 долларов. Средний доход мужчин —  14 250  долларов, в то время как у женщин — 21 250. Доход на душу населения составил 10 125 долларов. За чертой бедности находились 19,4 % семей и 17,2 % всего населения тауншипа, из которых 10,0 % младше 18 и 11,4 % старше 65 лет.